# .kh
.kh – domena internetową przypisaną dla stron internetowych z Kambodży. Nazwa pochodzi od największej grupy etnicznej kraju – Khmerów. Dawniej, od 1998 roku była przyznawana przez Ministerstwo Poczty i Telekomunikacji Kambodży. Od września 2012 roku ta domena jest administrowana przez Regulatora Telekomunikacyjnego Kambodży.

## Domeny drugiego poziomu
- per.kh – dla osób prywatnych.
- com.kh – dla podmiotów komercyjnych.
- edu.kh – dla instytucji edukacyjnych.
- gov.kh – dla podmiotów rządowych.
- mil.kh – dla podmiotów wojskowych.
- net.kh – infrastruktura sieci.
- org.kh – dla organizacji niekomercyjnych.